# ベルナルド・ロメオ
ベルナルド・ダニエル・ロメオ（Bernardo Daniel Romeo、1977年9月10日 - ）はアルゼンチン・ブエノスアイレス州タンディル出身の元サッカー選手。ポジションはフォワード。
ハンブルガーSV時代に高原直泰と、RCDマヨルカ時代に大久保嘉人と2トップを組んだ。